# Glenn Fredly
Glenn Fredly Deviano Latuihamallo, conocido como Glenn Fredly (Yakarta, 30 de septiembre de 1975- ibidem, 8 de abril de 2020) fue un cantante indonesio de jazz, pop y R&B.

## Carrera
Comenzó su carrera como vocalista de la banda Funk Section en 1995. Tres años más tarde inició una carrera como solista, publicando el disco GLENN. En el año 2000 lanzó su segunda producción discográfica, Kembali. Tras publicar algunos álbumes de estudio y recopilatorios, su último disco, Luka, Cinta & Merdeka, salió al mercado en el 2012.

## Vida personal
El 3 de abril de 2006 Glenn se casó con la cantante Sandra Dewi, exesposa del actor Surya Saputra. Su matrimonio se celebró a puerta cerrada en Uluwatu, Bali. La pareja se divorció en 2009. Glenn falleció el 8 de abril de 2020 en el hospital Setia Mitra en Yakarta Meridional a los 44 años, a causa de una meningitis.

## Discografía
- Glenn (1998)
- Kembali (2000)
- Selamat Pagi, Dunia! (2003)
- Ost. Cinta Silver (2005)
- Aku & Wanita (2006)
- Terang (2006)
- Happy Sunday (2007)
- Glenn Fredly Private Collection (2008)
- Lovevolution (2010)
- Luka, Cinta & Merdeka (2012)